# پانچن لاما

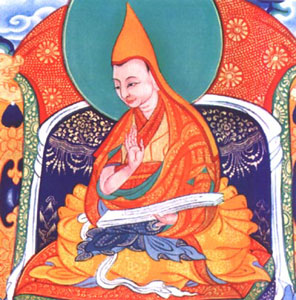
خدروپ گلک پلزنگ، اولین پانچن لاما

پانچن لاما (به انگلیسی: Panchen Lama ; الفبای تبتی: པཎ་ཆེན་བླ་མ།, Wylie: paN chen bla ma
) یک تواکو از مکتب گلوک از بودیسم تبتی است. پانچن لاما یکی از مهمترین چهره‌های سنت گلوگ است که اقتدار معنوی آن تنها در مرتبه دوم پس از دالایی لاما استو این فرد، نقش کلیدی در تعیین دالایی لامای بعدی ایفا می‌کند.
«پانچن» به معنی «خورجین استاد داننده پنج علم» و «چنپو» به معنی «دانشمند بزرگ» است.

پانچن لامای کنونی پانچن لامای یازدهم با نام «گدون چوئیکی نیاما» است که از شش سالگی در ۱۹۹۵ تا کنون ناپدید بوده‌است.
دولت چین تقریباً به محض اینکه او توسط چهاردهمین دالایی لاما به عنوان پانچن لاما شناخته شد او و خانواده‌اش را به بازداشت برد. از آن زمان تاکنون هرگز او به‌طور عمومی دیده نشده‌است. باور عمومی این است که حکومت چین او را در اختیار دارد. کارگروه سازمان ملل برای ناپدیدشدن‌های قهری یا ناخواسته از ۱۹۹۵ تا به امروز سعی کرده‌است از سرنوشت او مطلع شود، ولی چیز قابل توجهی کشف نکرده‌است. در پی ناپدید شدن گدون چوئیکی نیاما، چین شخصی که خودش می‌خواست را به عنوان پانچن لاما انتخاب کرد.